# Sima de los Simancos
La sima de los Simancos es una cavidad localizada en el municipio de Cabrejas del Pinar, en la provincia de Soria (España).

## Descripción
Se trata de una cavidad de desarrollo principalmente horizontal y que consta de una única galería de dirección aproximada E-O que desciende suavemente. A esta galería se puede acceder por tres pozos de entrada, siendo el P18 el de mayor dimensión y el que cuenta con mejor instalación. Anclando en el árbol que se sitúa enfrente, hay un primer spit en la parte alta de la roca. A cosa de un metro más abajo, hay otro spit desde el que se bajan los 18 metros del pozo en volado hasta llegar a la base donde se llega a un gran cono de derrubios junto con troncos y ramaje. En 2008, se equipó una cabecera en la vertical del pozo con dos parabolts con chapa.
La galería se presenta como un gran tubo de dimensiones bastante constantes, que rondan en torno a los 4 metros de anchura y 6-8 de altura. Durante su recorrido se pueden apreciar zonas con cúmulos de guijarros y ramas, arrastradas por una corriente de agua que en época de lluvias debe aumentar considerablemente su caudal.
Si al bajar se toma el conducto de la izquierda, se llega bajo la entrada del otro pozo de acceso de 15 metros. Pasando bajo él se llega al final de la galería donde llama la atención la gran montaña de guano que sube el piso de la cavidad en unos cuantos metros. En esta zona puede apreciarse una gran colonia de murciélagos.
Volviendo a la base del P18, se continua por el camino de la derecha según se baja. Durante todo el cauce de la galería se presentan abundantes ramas y huesos de animales, especialmente de ovejas, cabras y algún mulo. A lo largo de toda la sección se aprecian coladas, banderas, estalactitas y estalagmitas de gran belleza. En su zona terminal, hacia la derecha, aparece una sala de la que parte un estrecho conducto que se convierte en un sumidero y que acaba por hacerse impenetrable a la cota de -48 metros. En la parte de la izquierda de la sala, existen también grandes acumulaciones de guano que muestra otra colonia de murciélagos que utilizan la cavidad como invernadero. 

Desde esa sala final, existe la posibilidad de ascender a un piso superior, tras una escalada de 20 metros, o ascender por cuerda fija, si está instalada. Se trata de una galería de modestas dimensiones en forma de meandro con formaciones interesantes y un pequeño ramal antes de llegar al final.

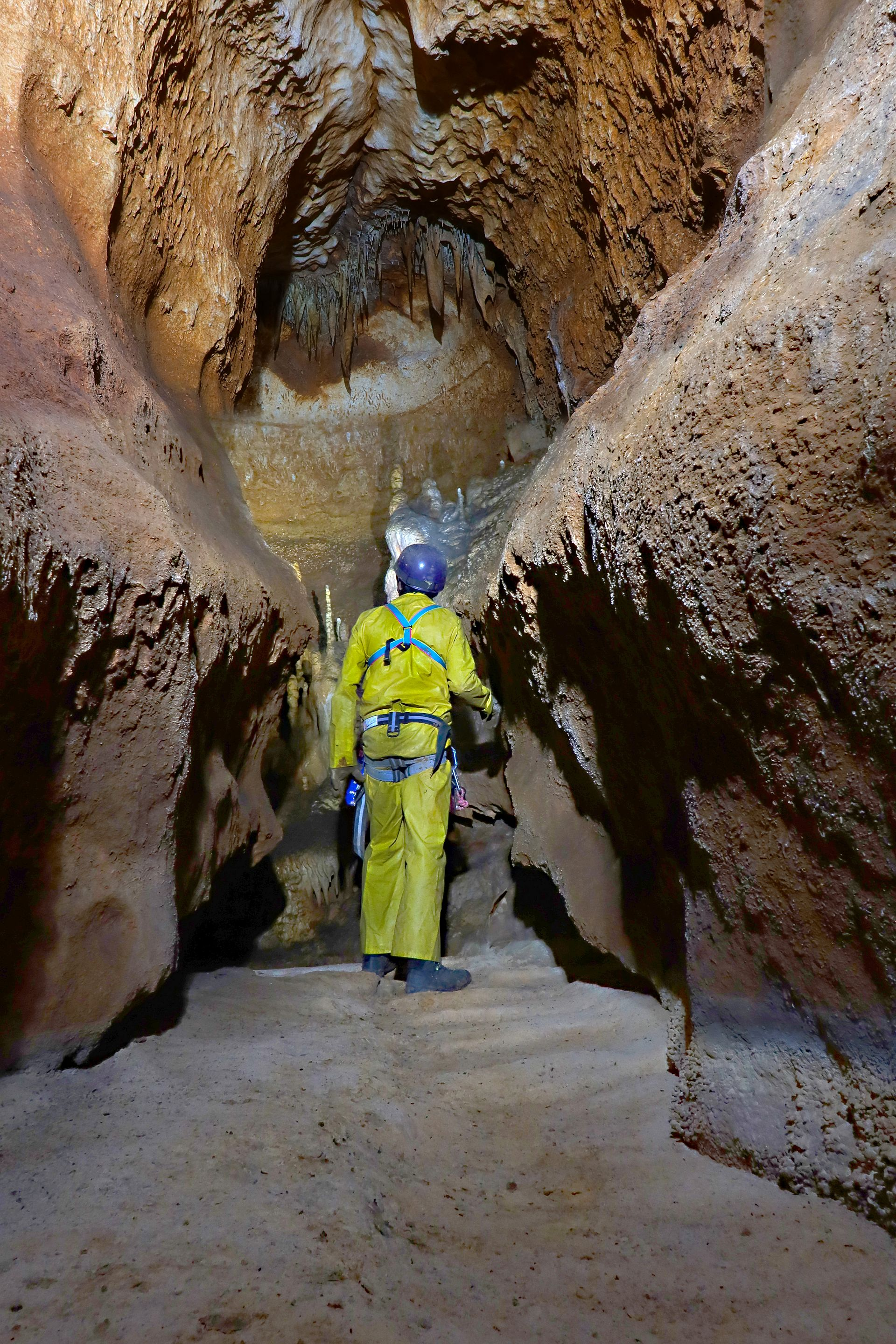

## Acceso
Desde Muriel de la Fuente se toma una carretera que se dirige hacia Muriel el Viejo. A unos 400 metros se toma a la derecha una pista que en seguida se bifurca en dos, siguiendo de frente e iniciando una subida que conduce a la cota del cerro. Continuando por él se sigue ascendiendo hasta que el mismo camino conduce hasta unas casas. Ahí nos encontramos con un cartel que indica a la izquierda a La Peñota, hacia atrás a Muriel de la Fuente, y hacia la derecha a la Fuentona de Muriel. Se coge el de la izquierda en dirección a la Peñota. A los 200 metros sale un camino que se suma por la derecha y se continua de frente. A otros 200 metros se encuentra una bifurcación del camino que no es sino una variante para evitar zonas peores del camino, siendo el más recomendable es el de la izquierda. 250 metros después, se llega a un cruce donde aparece un cartel que indica varias direcciones: de frente hacia la izquierda, marca hacia La Peñota; hacia la derecha, El Caminazo-Cabrejas del Pinar; y otro más a la derecha todavía que no tiene indicación y que es el que se debe seguir. La dirección de la que se viene marca hacia la Fuentona de Muriel. En este cruce se debe tener cuidado, ya que está junto a una desviación del camino que se trae, quedando todo lo indicado en la zona de la derecha según se llega. Poco después, tras recorrer 100 metros, se encuentra un cruce de caminos, con uno que proviene de la izquierda y otro que sigue casi de frente. 
Se coge otro que sale a la derecha. 300 metros después, justo antes de llegar a un árbol situado a mano izquierda marcado con las clásicas señales blancas y amarillas de CR, sale un camino a la derecha poco marcado y en bastante mal estado. Las rodadas del camino casi se pierden y parece que continúan de frente, a 500 metros de la anterior referencia, teniendo que abandonarlo y girar a la izquierda entre dos árboles intuyendo por dónde continúa la senda. A unos 150 metros, tras una curva a la izquierda, se deja el coche en un pequeño claro junto a un árbol caído. La entrada de la Sima se encuentra a 60 metros con un rumbo de 135° del aparcamiento, en la zona de un lapiaz de cierta extensión y presenta dos bocas bastante cerca una de la otra que se encuentran sin dificultad.